# Rassikajärvi
Rassikajärvi är en sjö i Kiruna kommun i Lappland och ingår i Torneälvens huvudavrinningsområde. Sjön har en area på 0,0902 kvadratkilometer och ligger 538,6 meter över havet. Rassikajärvi ligger i Torneträsk-Soppero fjällurskog Natura 2000-område. Sjön avvattnas av vattendraget Rasikkajoki.

## Delavrinningsområde
Rassikajärvi ingår i det delavrinningsområde (758175-172685) som SMHI kallar för Mynnar i Åggojåkka. Medelhöjden är 529 meter över havet och ytan är 36,98 kvadratkilometer. Det finns inga avrinningsområden uppströms utan avrinningsområdet är högsta punkten. Rasikkajoki som avvattnar avrinningsområdet har biflödesordning 4, vilket innebär att vattnet flödar genom totalt 4 vattendrag innan det når havet efter 412 kilometer. Avrinningsområdet består mestadels av skog (77 procent) och sankmarker (13 procent). Avrinningsområdet har 0,3 kvadratkilometer vattenytor vilket ger det en sjöprocent på 0,8 procent.